# بلو هیل، مین
بلو هیل(به انگلیسی: Blue Hill) شهری در ایالت مین کشور ایالات متحده آمریکا است که جمعیت آن در سرشماری سال ۲۰۱۰ میلادی، ۹۴۳ نفر بوده‌است.

## نگارخانه

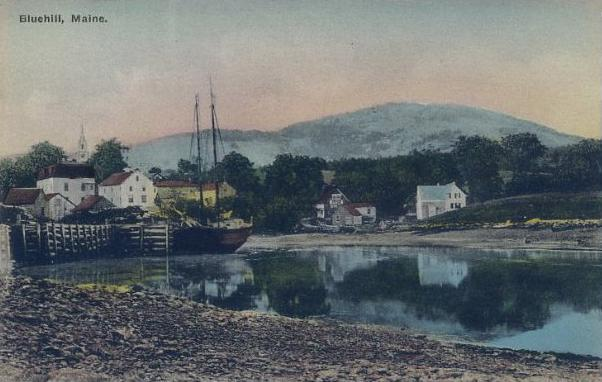
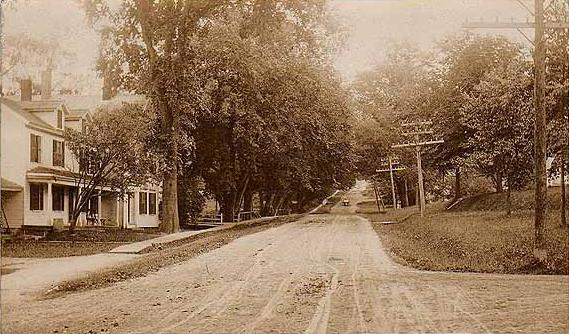
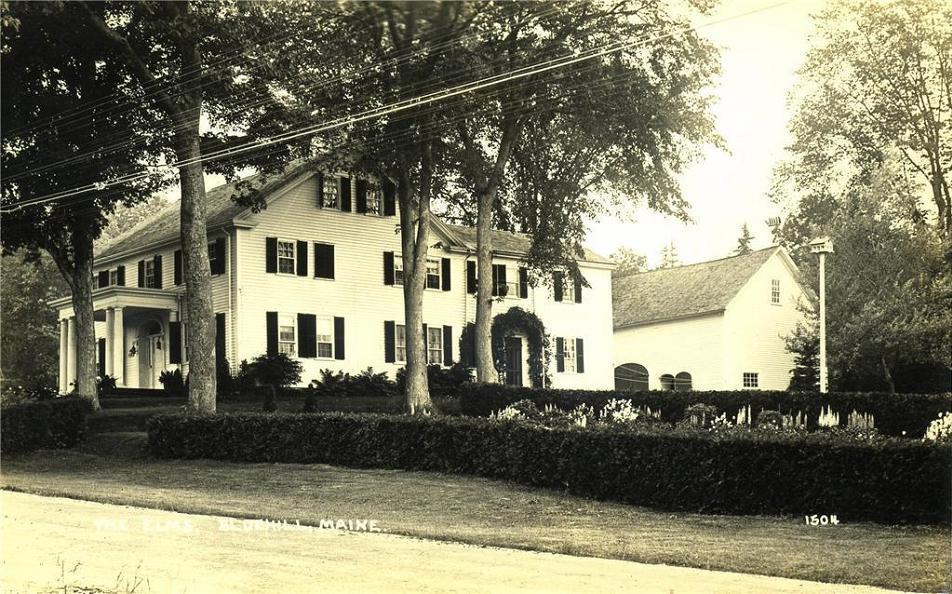